# Bansin
Bansin ist ein Seeheilbad und Ortsteil der Gemeinde Ostseebad Heringsdorf auf der Insel Usedom im Landkreis Vorpommern-Greifswald in Mecklenburg-Vorpommern.
Bansin gehört mit Heringsdorf und Ahlbeck zu den drei Kaiserbädern. Mit diesen und seit 2011 mit dem polnischen Seebad Świnoujście (Swinemünde) ist Bansin über die mit einer Länge von über zwölf Kilometern längste Strandpromenade Europas verbunden.
Der Ort ist durch geschlossene Ensembles der Bäderarchitektur geprägt, die oftmals Hotels und Ferienwohnungen beherbergen. Am 31. Dezember 2003 hatte Bansin als noch eigenständige Gemeinde 2503 Einwohner.

## Geografie

Gemeinde Bansin mit den Wohnplätzen um 1920

Bansin liegt im Osten der Insel Usedom und bildet den westlichen Teil der Gemeinde Heringsdorf. Im Nordosten befindet sich die Ostseeküste, im Osten – zwischen Bansin und dem Heringsdorfer Zentrum – der Schloonsee, südlich der Gothensee und im Südwesten der Kleine und der Große Krebssee. Im Westen schließt sich stark bewaldetes Gebiet an, in dem sich der Mümmelkensee befindet.

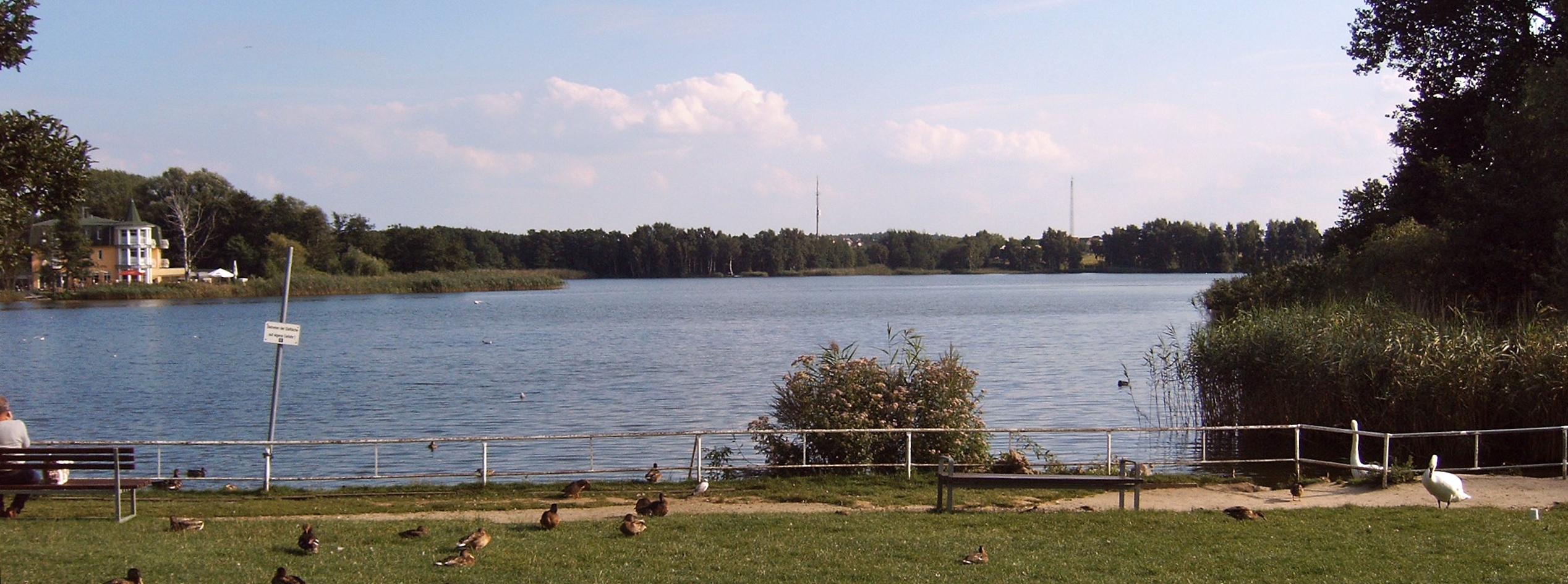
Schloonsee
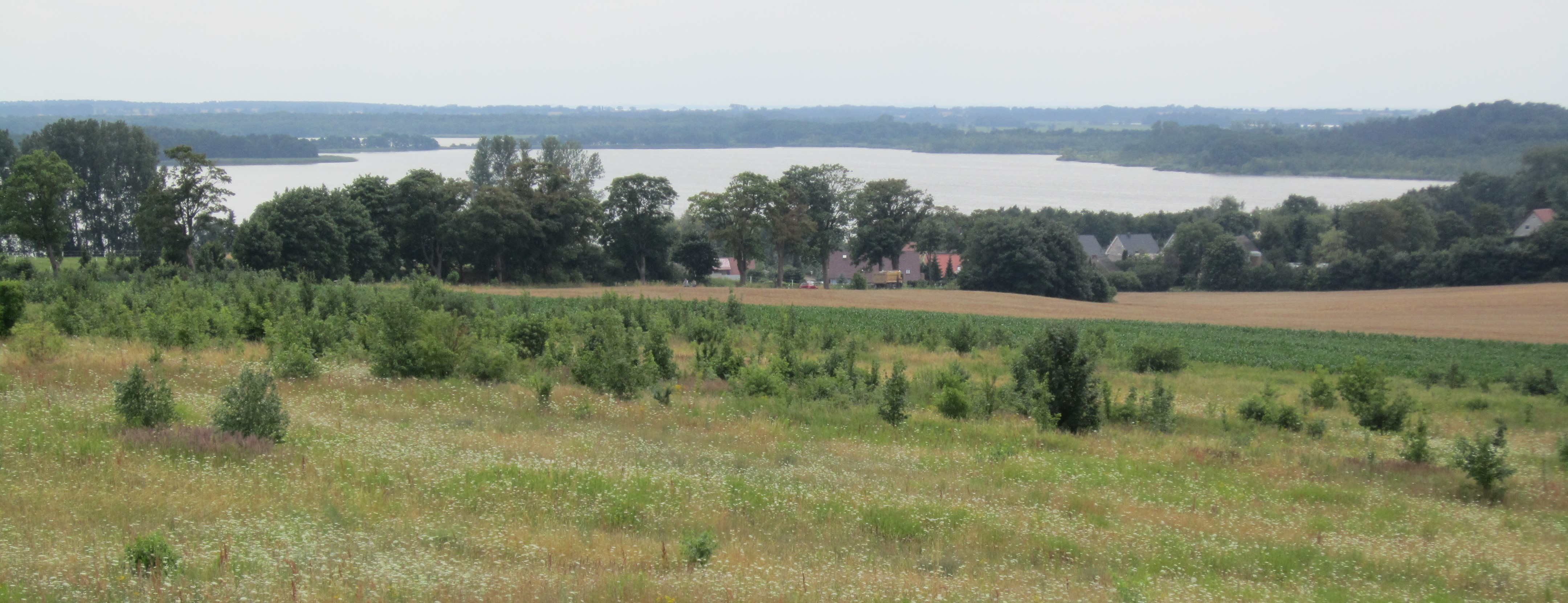
Gothensee
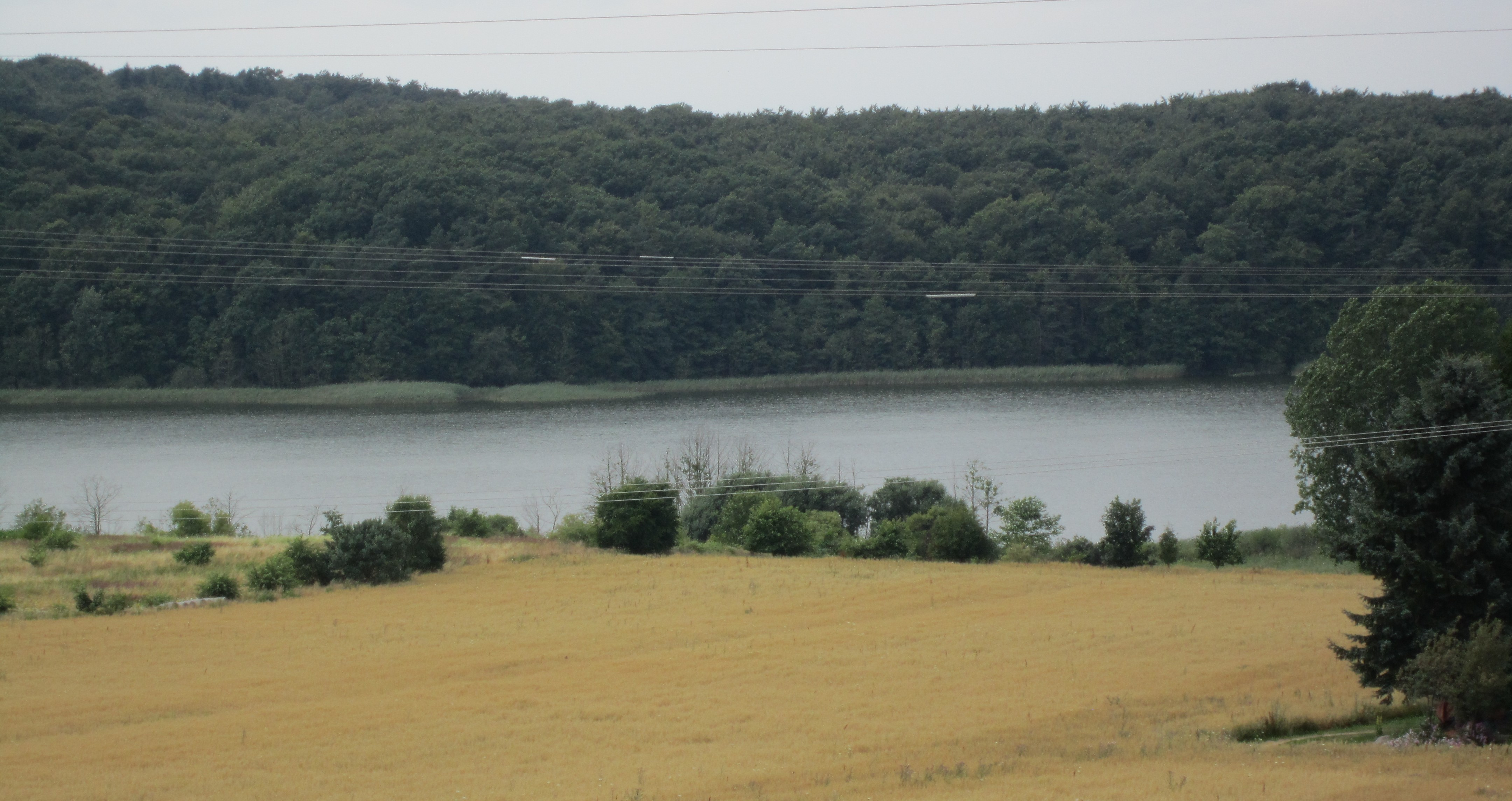
Kleiner Krebssee
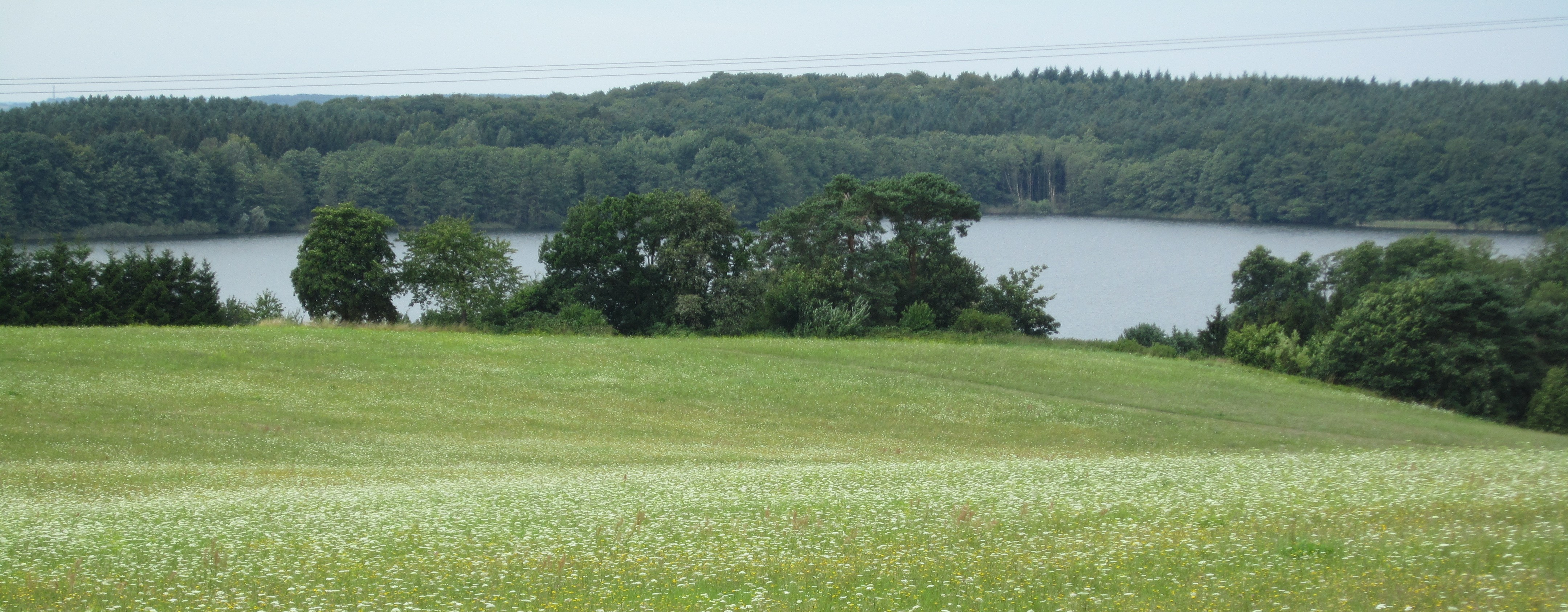
Großer Krebssee
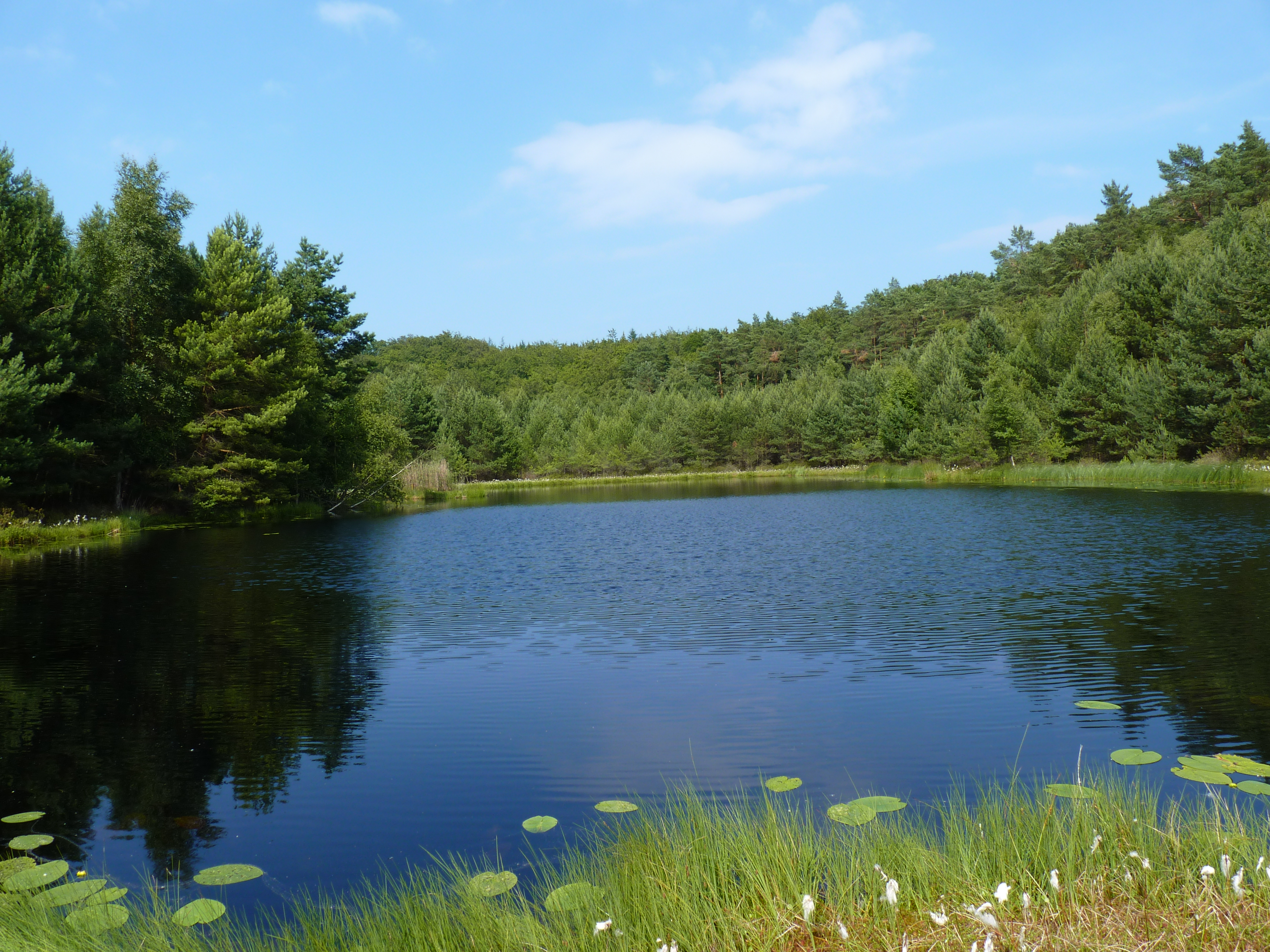
Mümmelkensee

### Ortsteile
- Bansin

Wohnplätze und Wüstungen
- Alt Sallenthin (Wohnplatz)
- Bansin-Dorf (Wohnplatz)
- Fangel (Wohnplatz)
- Langenberg (Wohnplatz)
- Neu Sallenthin (Wohnplatz)
- Sellin (Wohnplatz)

## Geschichte

### Erste Besiedlung

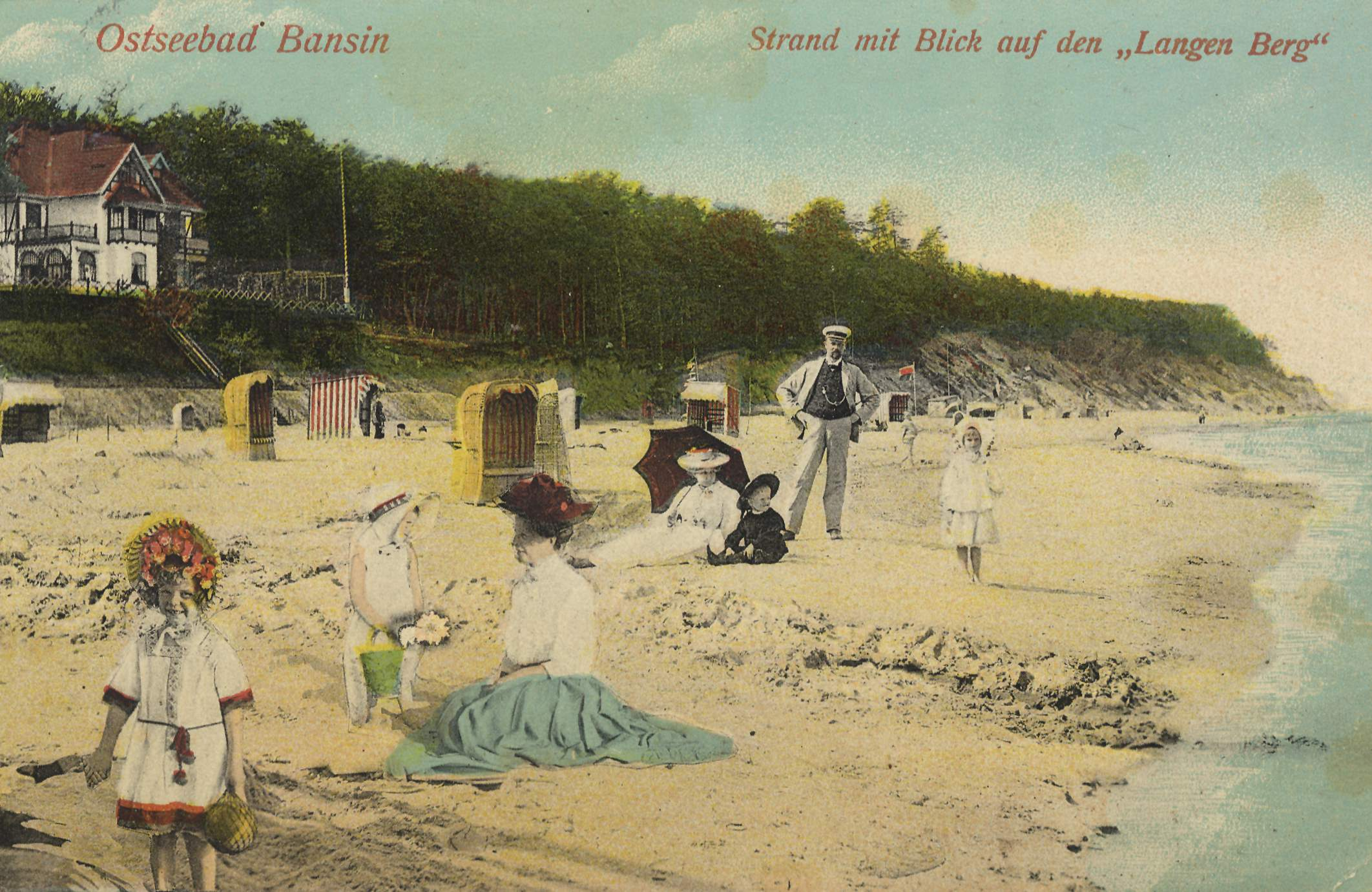
Eine Bansiner Postkarte von 1912 zeigt den Strand und den Langen Berg (Steilküstenabschnitt im Westen des Ortes). Schon damals gehörten Strandkörbe zur typischen Ansicht des Ostseebades.

Die Umgebung von Bansin hat mit mehreren bronzezeitlichen Hügelgräbern (1800 bis 600 v. Chr.) viele archäologische Belege einer frühen Besiedlung.

### Ortsname
Die urkundliche Ersterwähnung Bansins erfolgte 1256 als „Banzin“ (Klempin) und „Banzino“ (PUB II Nr. 630). In der Urkunde bezeugt Herzog Barnim I. den Tausch eines Dorfes des Klosters Grobe im Land Usedom mit einem im Land Lassan. Eine frühere Nennung des Ortes stammt aus dem Jahr 1111 als „Banzyno“ in den Matrikeln oder Annalen des Klosters von Grobe/Pudagla. Die Jahreszahl 1111 ist bislang nicht plausibel, die Matrikel des Klosters sind erst in der Amtszeit von Abt Heinrich IV. (1394 bis 1434) entstanden, werden aber nach dem Original im Landesarchiv Greifswald für den Zeitraum 1111 bis 1440 angegeben. Damit und mit zwei weiteren Rezensionen nach Niemeyers Aufzeichnung ist die Jahresangabe an sich wohl richtig, aber die Bedeutung bleibt unklar, da bisher keine Textübersetzungen der besagten Stelle bekannt sind. Der damalige Name Banzin ist wendischen Ursprungs. Der Name wird als vom Stamm gedeutet, auch Hummel oder Brummer sind möglich.

### Vom 19. Jahrhundert bis 1990

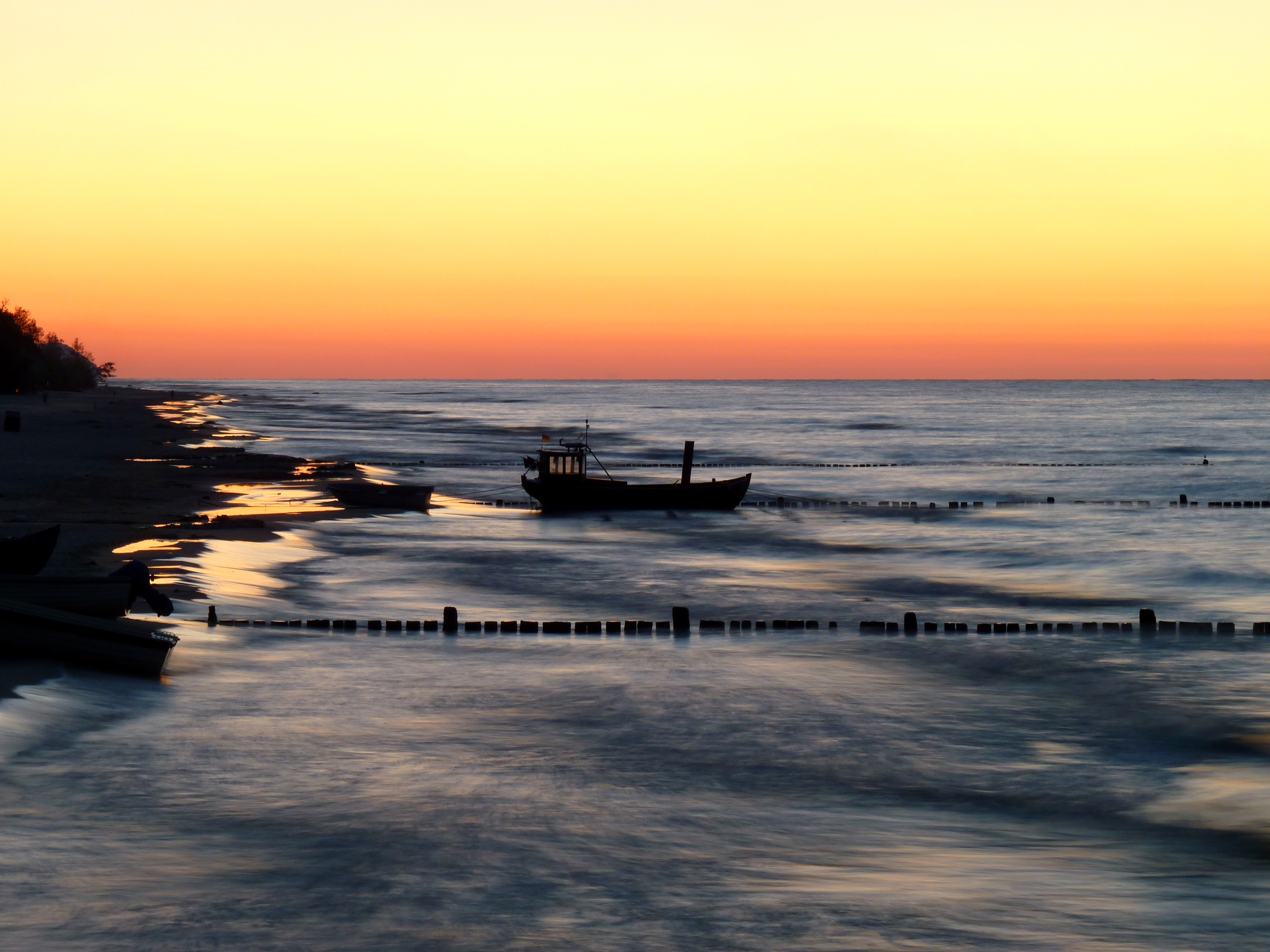
Blick von der Seebrücke Bansin

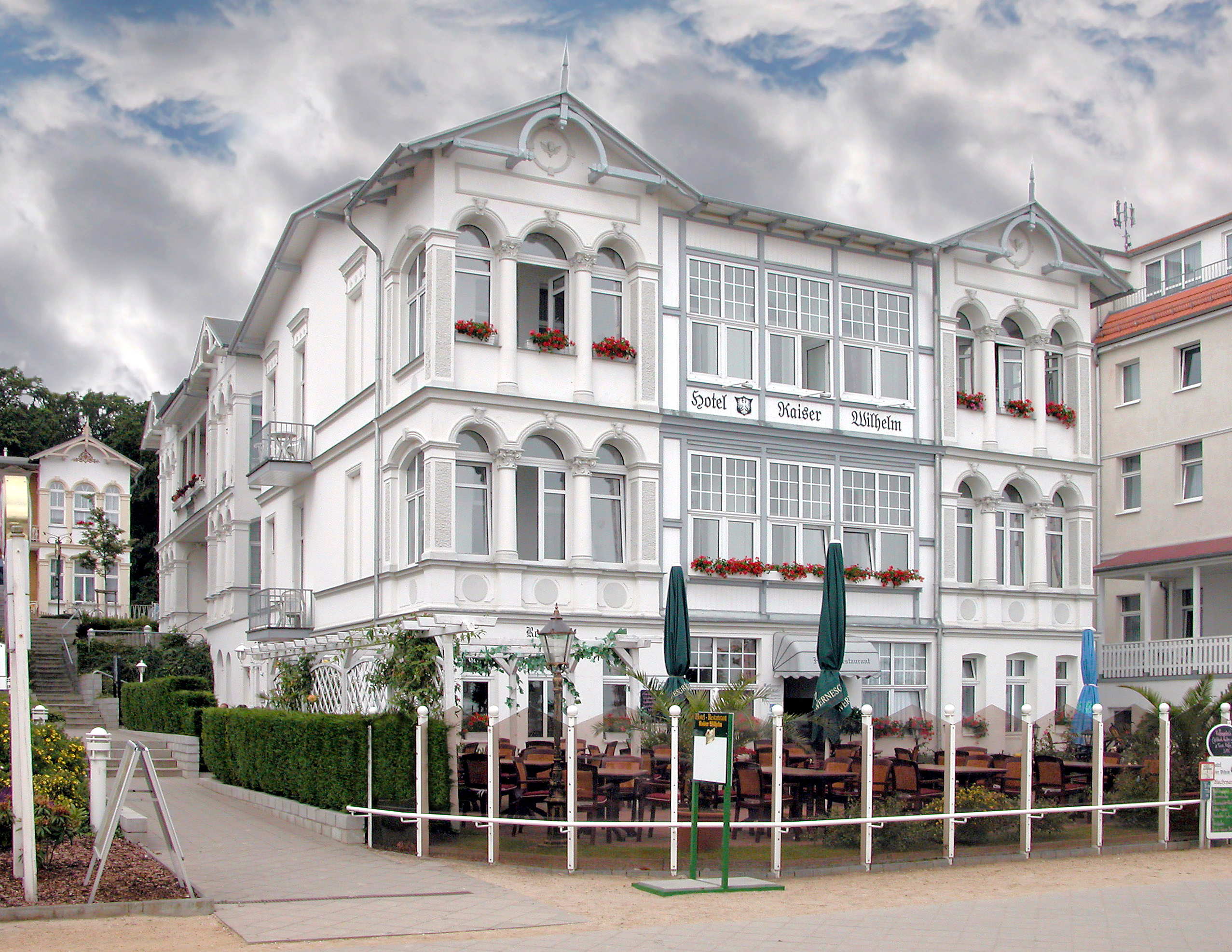
Strandpromenade

Zu Beginn des 19. Jahrhunderts gab es auf dem heutigen Gemeindegebiet drei Wohnplätze: Sallenthin (Alt), Bansin (Dorf) und Sellin. Bis 1835 (lt. PUM = Preuß. Urmesstischblatt) kam noch die Kolonie Sallenthin (Neu) hinzu. Ende des 19. Jahrhunderts begann der Bäderbetrieb und Bansin-Seebad wurde angelegt. Als 1911 die Bahnstrecke von Heringsdorf nach Wolgast-Fähre gebaut wurde, nahm der Ausbau Bansins erheblich zu. 1920 waren dann die oben genannten Wohnplätze als noch eigenständige Orte in der MTB 1920 (Preuß. Landesaufnahme) verzeichnet.
Das Seebad Bansin gehört zu den drei Kaiserbädern der Insel Usedom. Es wurde 1897 eigens zu Zwecken des Badebetriebes gegründet. Davon zeugen viele Villen im Stile der Bäderarchitektur, die zunächst durch Einheimische und später durch zugewanderte Unternehmer errichtet wurden. Grund für diesen Bauboom war die in Deutschland erwachende Badekultur, für die der breite und weiße Sandstrand sehr gute Voraussetzungen bot. Der Berliner Hühneraugenoperateur Emil Wichmann, der Sallenthiner Schriftsteller Ernst Necker, der Lehrer und der Gastwirt des Dorfes zählen zu den Gründern des Seebades. Sie erbauten auch die ersten Badeanstalten (getrennt nach Damen-, Familien- und Herrenbad). Die ersten Gäste kamen vornehmlich aus dem benachbarten Heringsdorf, aber bald wurde der Bau von eigenen Hotels und Pensionen erforderlich.
Der neue Badeort wurde so gut angenommen, dass der Kaiser schon 1901 die kommunale Selbständigkeit und somit die Abspaltung vom Dorf Bansin bescheinigte. Die neue Souveränität wurde dann 1903 mit dem Bau des Gemeindeamtes und des Warmbades dokumentiert. Als am 31. Mai 1911 Bansin an das Eisenbahnnetz angeschlossen wurde, hatte dies eine Verfünffachung der Besucherzahlen zur Folge. Die auch als Badewanne Berlins bezeichnete Ortschaft war dadurch in weniger als drei Stunden von der Hauptstadt aus erreichbar. Aus diesem Grunde zählten Berliner immer zur wichtigsten Klientel unter den Badegästen.
Nach den wechselvollen Jahren des Ersten Weltkrieges, den sogenannten goldenen zwanziger Jahren und schließlich dem Zweiten Weltkrieg wurden viele Villenbesitzer im Frühjahr 1953 im Rahmen der Aktion Rose enteignet und die Gebäude dem Feriendienst der Gewerkschaften (FDGB) zur Verfügung gestellt, der zur Zeit der DDR die vorherrschende Stellung im staatlich gelenkten Massentourismus ausübte.

Die Gemeinden Dorf Bansin, Sallenthin und Sellin wurden am 1. Juli 1950 in die Gemeinde Seebad Bansin eingegliedert.

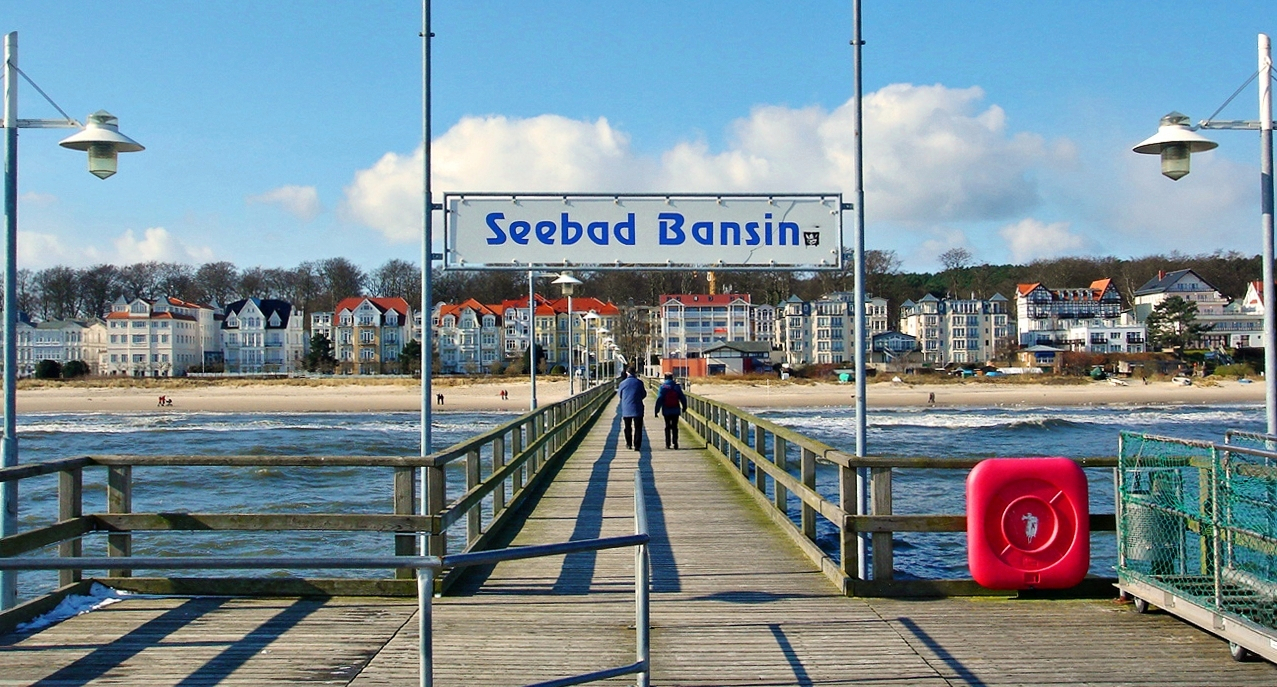
Seebrücke Bansin, Blick in Richtung Strandpromenade

Zu DDR-Zeiten gab es im Ort vier oder fünf Betriebs-Ferienlager, die nach der Wende wegen der Schließung der Trägerbetriebe dem Verfall preisgegeben wurden.

### Nach der deutschen Wiedervereinigung
Nach 1991 wurden durch die Aufnahme des Seebades in das Städtebauförderungsprogramm immense Summen in die Modernisierung der Infrastruktur investiert. Pensionen, Gaststätten und Hotels gelangten wieder in private Hand und wurden weitgehend saniert, sodass das Ortsbild Bansins zunehmend seine traditionell anspruchsvolle Prägung zurückerlangte. 1997 wurde der Gemeinde das Prädikat Ostseeheilbad verliehen.
Am 1. Januar 2005 wurden die drei Ostseebadeorte Ahlbeck, Heringsdorf und Bansin, die bisher selbständige Gemeinden waren, zur Gemeinde Dreikaiserbäder zusammengeschlossen. Am 1. Januar 2006 wurde diese in Heringsdorf umbenannt. 

## Politik

### Wappen
| Wappen von Bansin | Blasonierung: „In Blau in silbernen Wellen ein grüner Berg, auf dem ein flugbereiter goldener Falke steht.“ |
| Wappen von Bansin | Wappenbegründung: Das Wappen soll mit dem Berg in den Wellen auf das Wahrzeichen Bansins, den nahegelegenen Langenberg (54 m), und mit dem Falken auf die dortigen Falkenhorste verweisen. Die Farbe Blau und das Metall Silber deuten auf die Zugehörigkeit der einstigen Gemeinde zur ehemaligen Provinz Pommern hin. Das Wappen wurde von dem renommierten Heraldiker Prof. Otto Hupp gestaltet und 1997 durch den Neubrandenburger Andreas Meenke neu gezeichnet. Es wurde am 10. Februar 1936 durch Erlass des Oberpräsidenten der Provinz Pommern genehmigt und unter der Nr. 126 der Wappenrolle des Landes Mecklenburg-Vorpommern registriert. |

### Flagge
Die ehemalige Gemeinde verfügte über keine amtlich genehmigte Flagge.

## Sehenswürdigkeiten

### Villen in Bäderarchitektur

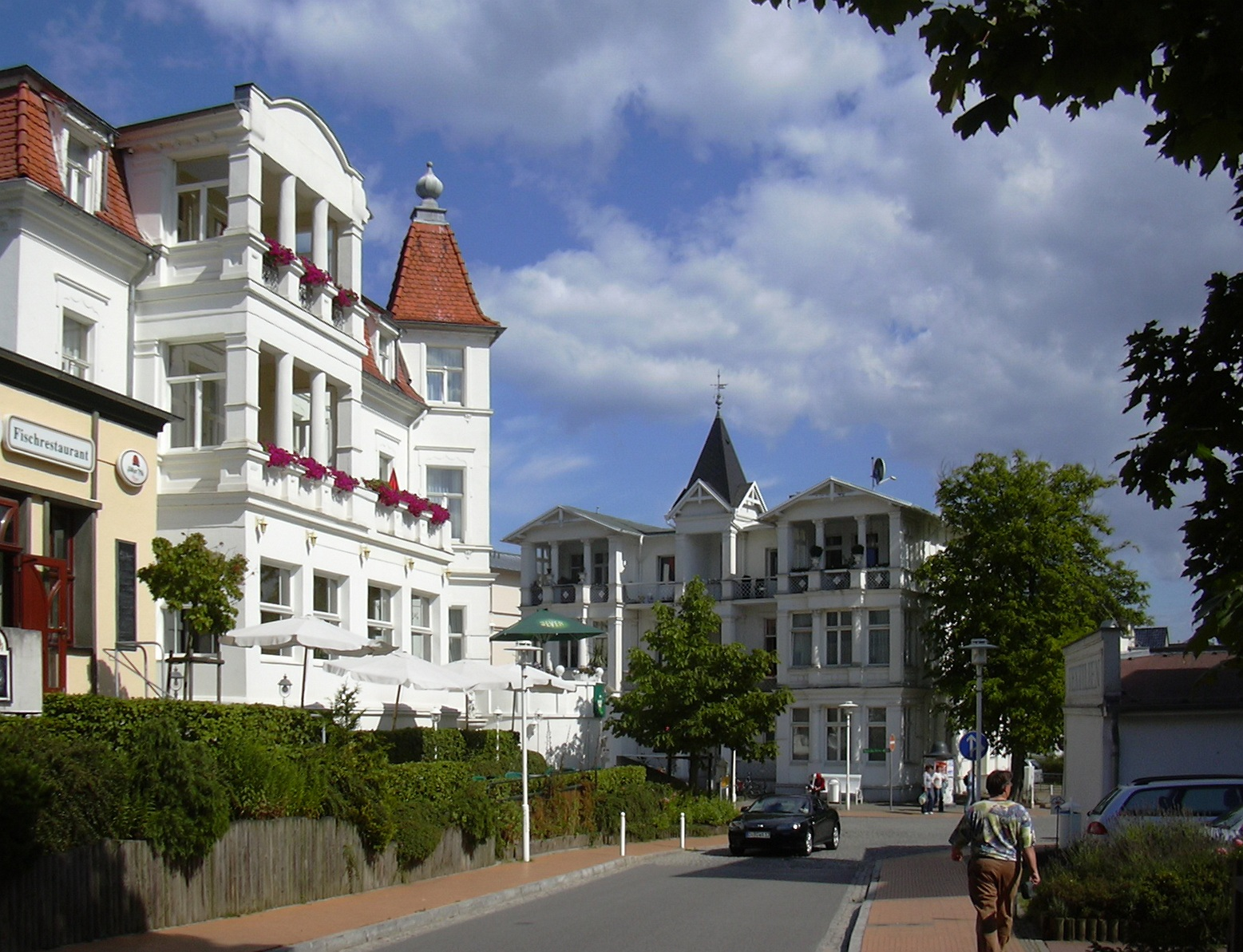
Bäderarchitektur im Ort

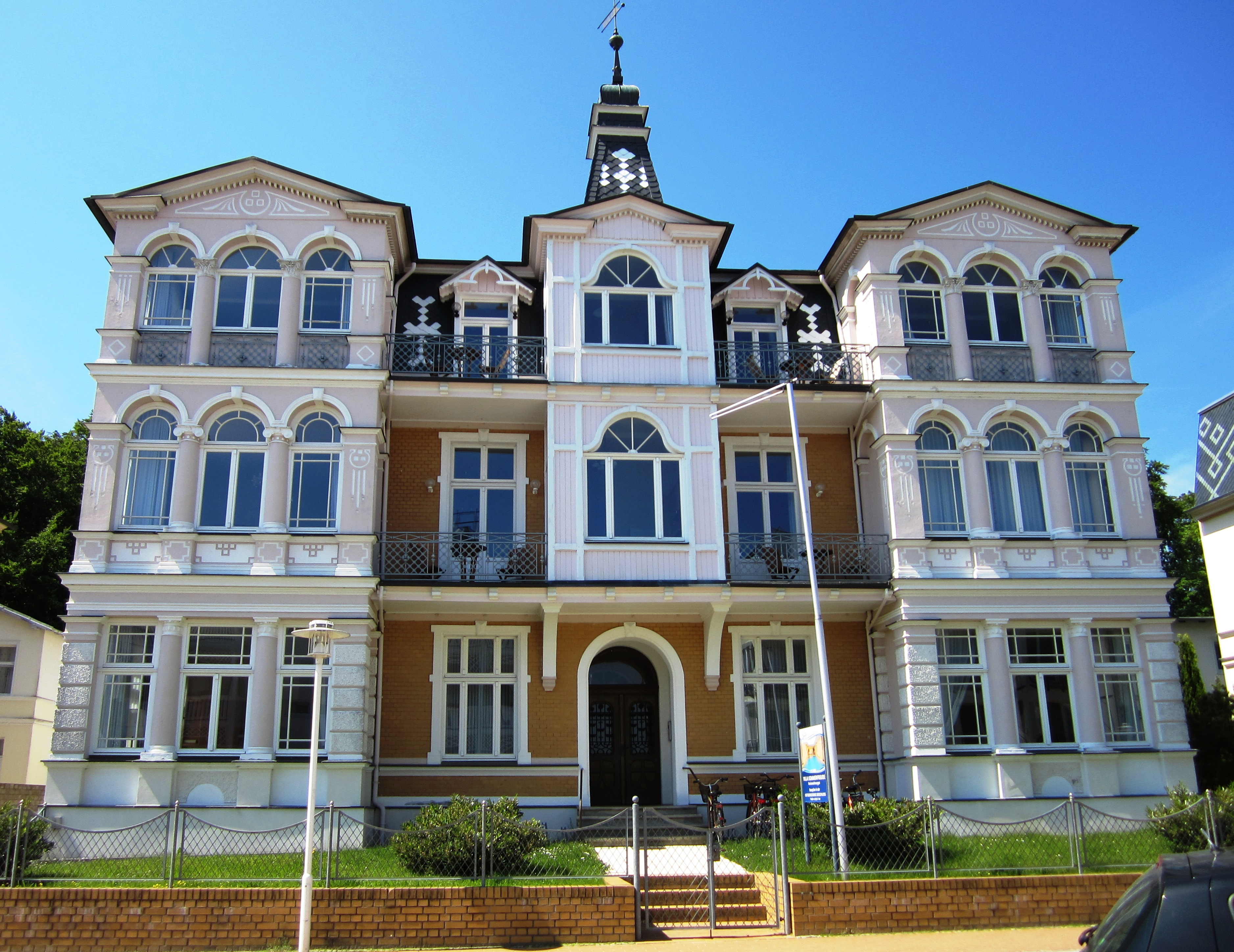
In der Bergstraße gibt es viele gut restaurierte Bädervillen (Villa Sommerfreude, Nummer 21). Durch die erhöhte Lage und die versetzte Bauweise genießen auch die Häuser in der zweiten und dritten Reihe Ostseeblick.

In die nach der Wende sorgfältig sanierten – zumeist weißen – Villen im Stil der Bäderarchitektur aus dem 19. und frühen 20. Jahrhundert entlang der Strandpromenade und der Bergstraße mit ihrer großzügigen Ausstattung sind durchweg wieder Hotels oder Ferienwohnungen eingezogen. Die Bädervillen bilden weltweit einzigartige Ensembles historischer Urlaubsarchitektur.

### Seebrücke
Im Gegensatz zu ihren Pendants in Ahlbeck und Heringsdorf ist die Seebrücke in Bansin ein Steg ohne Land- und Brückengebäude. Auf einer Länge von 285 Metern über den ca. 50 Meter breiten Sandstrand hinweg ins Meer exponiert, ist sie als Flaniermeile bei den Touristen beliebt.
Ursprünglich wurde bereits in der Gründerzeit ein Seesteg errichtet, dieser musste jedoch nach dem Zweiten Weltkrieg witterungsbedingt abgetragen werden. Erst nach der Wende wurde eine neue Seebrücke gebaut. Dort halten u. a. die Adler-Schiffe, welche die Seebäder auf Usedom verbinden.

### Waldkirche
Die Kirche Bansin steht am westlichen Ortsrand im Bansiner Wald. Am 12. Februar 1939 wurde sie eröffnet. Bereits 1927 wurde die Kirchengemeinde Bansin gebildet, die Seebad Bansin und Dorf Bansin umfasst. Vorher gehörten die beiden Dörfer zum Kirchspiel Benz.

### Weitere Sehenswürdigkeiten
- Die Villa Irmgard (früher Maxim-Gorki-Museum genannt) ist ein Heimatmuseum und eine Gedenkstätte für den russischen Schriftsteller Maxim Gorki.[9]

- Das Hans-Werner-Richter-Haus ist eine Gedenkstätte für den Usedomer Schriftsteller Hans Werner Richter. Dort befinden sich auch Teile des Nachlasses von Carola Stern.[10]

- Das Café Asgard aus dem Jahr 1898 ist das älteste Café auf der Insel Usedom. Es befindet sich in einer von einem österreichischen Rittmeister errichteten hölzernen Strandbaude und ist mit der typischen Inneneinrichtung der Zeit um 1900 ausgestattet.[11]

- Im Tropenzoo Bansin ist ein Kleinzoo mit ca. 150 exotischen Tierarten (u. a. Weißbüscheläffchen, Kaimanen, Schlangen, Schmuckschildkröten, Papageien etc.) für Besucher zugänglich.

- Der Wohnplatz Langenberg wurde erstmals offiziell als separate Ortslage 1871 genannt.[2] Er war ein Restaurant auf dem „Langen Berg“ (54 m hoch) um 1920 und später ein Forstgehöft. Heute ist er außerdem ein beliebtes Ausflugsziel, besonders wegen der Aussichtspunkte am Aufstieg und dem Gipfelplateau.

## Verkehr

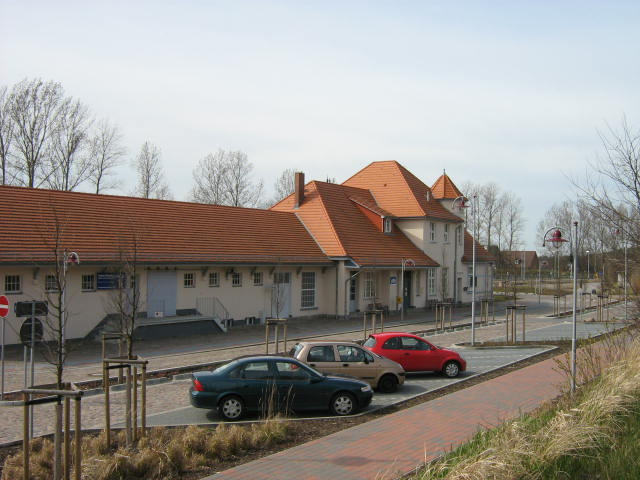
Bahnhof Bansin Seebad – hier halten die Züge der Usedomer Bäderbahn

Von Bansin führen Verbindungsstraßen über Heringsdorf und Ahlbeck nach Swinemünde, über Ückeritz an der Bundesstraße 111 nach Wolgast sowie über Mellenthin und die Bundesstraße 110 nach Usedom-Stadt und Anklam.
Die Anbindung an die Bahnstrecke Ducherow–Heringsdorf–Wolgaster Fähre erfolgte zu Beginn des 20. Jahrhunderts. Die Strecke verband Bansin über eine Brücke bei Karnin, die im Zweiten Weltkrieg zerstört wurde, direkt mit dem Festland. Seit dem Jahr 2000 ist der Bahnhof Seebad Bansin über die neue Peenebrücke Wolgast wieder mit der Eisenbahn vom Festland erreichbar.
Der Ostseeküsten-Radweg verbindet Bansin mit anderen Ostseebädern und großen Städten rund um die Ostsee.
Auf dem Luftweg ist Bansin über den Flughafen Heringsdorf im Südosten der Insel erreichbar.

## Energieversorgung
Die 110-kV-Leitung Anklam–Bansin ist eine Stromleitung über die Peene, die durch die ungewöhnliche Konstruktion ihrer Masten mit Seilverspannung bemerkenswert ist.

## Persönlichkeiten
- Friedrich Simon Archenhold (1861–1939), deutscher Astronom und Mitbegründer der Archenhold-Sternwarte. Er besaß in Bansin seit 1902 das Haus Archenhold, das ihm über 30 Jahre als Sommerdomizil diente.
- Hans Werner Richter (1908–1993), geboren in Bansin, Schriftsteller und Begründer der „Gruppe 47“.
- Rolf Werner (1916–1989), gestorben in Bansin, Künstler; in der Seestraße 60 in Bansin befindet sich sein ehemaliges Atelier, das als Gedenkatelier besucht werden kann.
- Egon Richter (1932–2016), Journalist und Schriftsteller, geboren in Bansin.
- Ute van der Mâer (* 1971), Komponistin, Musikpädagogin und Künstlerin, lebt in Bansin.